# Vodní pólo na mistrovství Evropy v plaveckých sportech 1938
Zápasy ve vodním pólu na mistrovství Evropy v plaveckých sportech za rok 1938 proběhly v Londýně, Spojené království ve dnech 6. až 13. srpna 1938.

## Československá stopa
Československý plavecký svaz reprezentaci na mistrovství Evropy nepřihlásil.

## Medailisté
| Muži | Zlato | Stříbro | Bronz |
| ---- | --- | --- | --- |
| Tým  | Maďarské království (HUN) (Mihály Bozsi, Jenő Brandi, Olivér Halassy, Gyula Kánásy, Kálmán Kislégi, István Mezei, Ferenc Mezei-Wiesner, István Molnár, János Németh, Miklós Sárkány, József Tolnai) | Německá říše (GER) (Bernhard Baier, Itze Gunst, Josef Hauser, Franz Hawlitschek, Alfred Kienzle, Hans Schneider, Hans Schulze, Hans Strauss, Franz Wenninger, ???, ???) | Nizozemsko (NED) (Rudolf den Hamer, Hans Maier, Hans Paerl, Hans Stam, Cornelis van Aelst, Albert van Overhagen, Herman van Rootselaar, Samuel Moolenaar, ???, ???) |